# Steganacarus guanarteme
Steganacarus guanarteme är en kvalsterart som beskrevs av Pérez-Íñigo och Peña 1996. Steganacarus guanarteme ingår i släktet Steganacarus och familjen Phthiracaridae. Inga underarter finns listade i Catalogue of Life.